# 日経新聞記者北朝鮮拘束事件
日経新聞記者北朝鮮拘束事件（にっけいしんぶんきしゃきたちょうせんこうそくじけん）は、1999年（平成11年）12月、日本経済新聞記者であった杉嶋岑が北朝鮮に2年2ヶ月間にわたり拘束された事件。
杉嶋は情報漏洩のひどさに驚き、その経過を公表することを決意し帰国後手記として公表している。その後2002年7月、国会において参考人としても同様の内容を証言している。

## 国会証言の内容
- 1986年の第一回の訪朝の後、同僚記者経由で、内閣情報調査室と公安調査庁関東公安調査局に協力を要請された。
- 公安調査庁に手渡した写真やビデオ、供述資料等がことごとく北朝鮮情報当局に渡っていて、公安調査庁には北朝鮮に情報提供するシステム（浸透工作）が1999年の時点ではでき上がっていた。関連する北朝鮮工作員、スパイ活動、情報漏洩の項目も併せて参照。
- 北朝鮮は日本政府に身代金を要求した。
- 身代金要求交渉の日本側の代理人はTBSであった。

## その他
- 公安調査庁からその後、謝罪、追加調査の報告などは一切無かったとのこと。
- その後、特定秘密保護法が制定された。この法律は、外国による諜報活動への対策（防諜）の一環である。

## 文献
1. ↑  文藝春秋 (雑誌)2002年5月号
2. ↑  杉嶋岑 『北朝鮮抑留記 - わが闘争二年二カ月』 草思社 2011年
3. ↑  第１５４回国会　安全保障委員会　第９号